# Hemelsblauwe amazilia
De hemelsblauwe amazilia (Saucerottia cyanocephala synoniem: Amazilia cyanocephala) is een vogel uit de familie Trochilidae (kolibries).

## Verspreiding en leefgebied
Deze soort komt voor van oostelijk Mexico tot Nicaragua en telt twee ondersoorten:
- S. c. cyanocephala: van zuidoostelijk Mexico tot oostelijk Honduras en het noordelijke deel van Centraal-Nicaragua.
- S. c. chlorostephana: noordoostelijk Honduras en noordoostelijk Nicaragua.